# Sandalus petrophyus
Sandalus petrophyus is een keversoort uit de familie Rhipiceridae. De wetenschappelijke naam van de soort is voor het eerst geldig gepubliceerd in 1801 door August Wilhelm Knoch.